# Ewangelicko-Luterański Kościół w Kanadzie

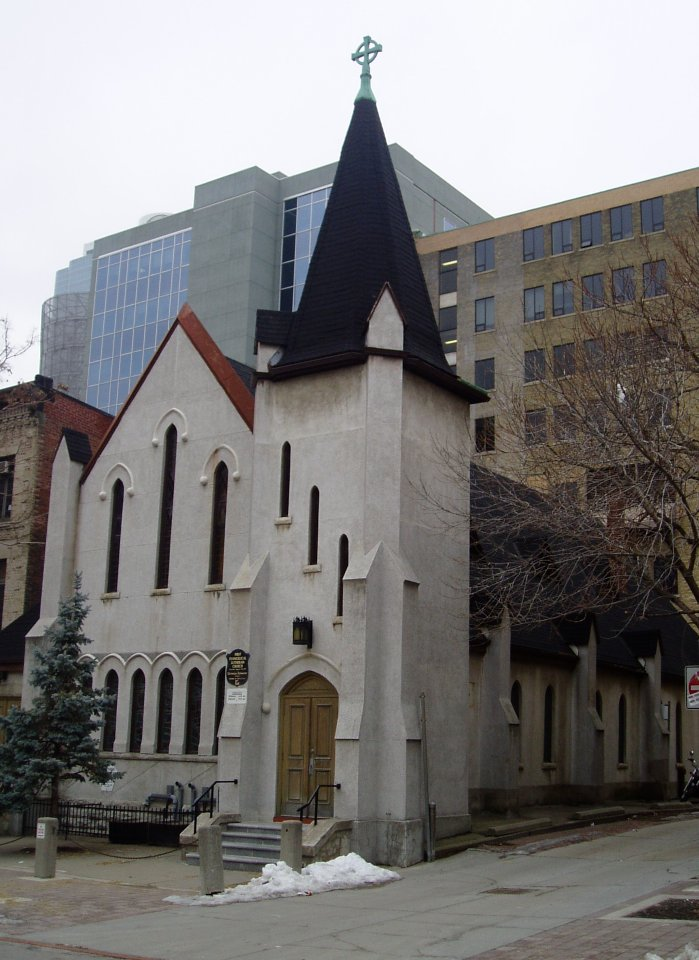
Kościół w Toronto

Ewangelicko-Luterański Kościół w Kanadzie (ang. Evangelical Lutheran Church in Canada, ELCIC, fr. Eglise evangelique lutherienne au Canada) – największy kościół luterański działający w Kanadzie.
Obecny Ewangelicko-Luterański Kościół w Kanadzie powstał w 1986 roku w wyniku połączenia Ewangelicko-Luterańskiego Kościoła Kanady i trzech synodów Kościoła Luterańskiego w Ameryce, zwanych Sekcją Kanady.
Swoje nauczanie kościół opiera na Biblii oraz Księdze zgody, która jest zbiorem ksiąg wyznaniowych luteranizmu, zawierającym Mały i Duży Katechizm Marcina Lutra, Wyznanie augsburskie i jego Obronę, Artykuły szmalkaldzkie oraz Formułę Zgody i Traktat o władzy i prymacie papieża, poprzedzone o trzy ekumeniczne wyznania wiary.
Posiada 114.592 ochrzczonych członków, zrzeszonych w 525 zborach.
Kościół jest członkiem Światowej Federacji Luterańskiej Światowej Rady Kościołów i Kanadyjskiej Rady Kościołów. Posiada pełną interkomunię z Anglikańskim Kościołem Kanady na mocy Deklaracji z Waterloo.
ELCIC jest właścicielem Luterańskiego Seminarium Waterloo i Luterańskiego Seminarium Teologicznego w Saskatoon.